# مرحله گروهی لیگ نخبگان آسیا ۲۵–۲۰۲۴
مرحله گروهی لیگ نخبگان آسیا ۲۵–۲۰۲۴ از ۲۷ شهریور تا ۱ اسفند ۱۴۰۳ برگزار می‌شود.

## قرعه‌کشی
قرعه‌کشی مرحله گروهی لیگ نخبگان آسیا ۲۶ مرداد ۱۴۰۳ در کوالالامپور مالزی انجام شد.

### سیدبندی
برای هر منطقه، بالاترین تیم از هر انجمن در گلدان ۱، در حالی که تیم‌های باقی مانده در گلدان ۲ تخصیص داده شدند.
| منطقه      | گلدان ۱ | گلدان ۲ |
| ---------- | --- | --- |
| منطقه غربی | - العین (قهرمان دوره قبل) - الهلال (عربستان ۱) - السد (قطر ۱) - پرسپولیس (ایران ۱) - پاختاکور (ازبکستان ۱) - الشرطه (عراق ۱)                                  | - النصر (عربستان ۲) - الریان (قطر ۲) - استقلال (ایران ۲) - الوصل (امارات ۱) - الاهلی (عربستان ۳) - الغرافه (قطر ۳)                                  |
| منطقه شرق  | - ویسل کوبه (ژاپن ۱) - اولسان اچ‌دی (کره ۱) - شانگهای پورت (چین ۱) - بوریرام یونایتد (تایلند ۱) - سنترال کوست مارینرز (استرالیا ۱) - جوهر دارالتعظیم (مالزی ۱) | - کاوازاکی فرونتال (ژاپن ۲) - پوهانگ استیلرز (کره ۲) - شانگهای شنهوا (چین ۲) - یوکوهاما مارینوس (ژاپن ۳) - گوانگجو (کره ۳) - شاندونگ تایشان (چین ۳) |

### نتایج
هر تیم یک موقعیت در جدول قرعه کشی برای منطقه خود ترسیم کرد: ستون A-C برای غرب و D-F برای شرق. تیم‌های گلدان ۱ به موقعیت‌های ۱ یا ۲ کشیده شدند در حالی که تیم‌های گلدان ۲ به موقعیت‌های ۳ یا ۴ کشیده شدند.
هر موقعیت دارای تطابقات از پیش تعیین شده به عنوان بخشی از شبکه جفت‌سازی بود. تیم‌های موجود در هر ستون با ستون‌های دیگر در هر منطقه مسابقه می‌دهند.
| ستون  | A         | B         | C         |                     | D               | E                | F |
| شماره | منطقه غرب | منطقه غرب | منطقه غرب | منطقه شرق           | منطقه شرق       | منطقه شرق        |   |
| ۱     | پاختاکور  | السد      | پرسپولیس  | اولسان اچ‌دی         | شانگهای پورت    | جوهر دارالتعظیم  |   |
| ۲     | الهلال    | الشرطه    | العین     | سنترال کوست مارینرز | بوریرام یونایتد | ویسل کوبه        |   |
| ۳     | النصر     | الریان    | استقلال   | پوهانگ استیلرز      | شاندونگ تایشان  | یوکوهاما مارینوس |   |
| ۴     | الاهلی    | الغرافه   | الوصل     | گوانگجو             | شانگهای شنهوا   | کاوازاکی فرونتال |   |

## برنامه مسابقات
برنامه مسابقات به شرح زیر است:
| مرحله  | تاریخ (منطقه غرب)       | تاریخ (منطقه شرق)  |
| ------ | ----------------------- | ------------------ |
| هفته ۱ | ۱۶–۱۷ سپتامبر ۲۰۲۴      | ۱۷–۱۸ سپتامبر ۲۰۲۴ |
| هفته ۲ | ۳۰ سپتامبر–۱ اکتبر ۲۰۲۴ | ۱–۲ اکتبر ۲۰۲۴     |
| هفته ۳ | ۲۱–۲۲ اکتبر ۲۰۲۴        | ۲۲–۲۳ اکتبر ۲۰۲۴   |
| هفته ۴ | ۴–۵ نوامبر ۲۰۲۴         | ۵–۶ نوامبر ۲۰۲۴    |
| هفته ۵ | ۲۵–۲۶ نوامبر ۲۰۲۴       | ۲۶–۲۷ نوامبر ۲۰۲۴  |
| هفته ۶ | ۲–۳ دسامبر ۲۰۲۴         | ۳–۴ دسامبر ۲۰۲۴    |
| هفته ۷ | ۳–۴ فوریه ۲۰۲۵          | ۱۱–۱۲ فوریه ۲۰۲۵   |
| هفته ۸ | ۱۷–۱۸ فوریه ۲۰۲۵        | ۱۸–۱۹ فوریه ۲۰۲۵   |

## مرحله لیگ
برنامه دقیق مسابقات در ۱۶ اوت ۲۰۲۴ پس از مراسم قرعه کشی اعلام شد.

### منطقه غرب
| رتبه | باشگاه   | ب | پ | م | ش | گ‌ز | گ‌خ | ت‌گ  | امتیاز | صلاحیت               |
| ---- | -------- | - | - | - | - | -- | -- | --- | ------ | -------------------- |
| ۱    | الهلال   | ۸ | ۷ | ۱ | ۰ | ۲۴ | ۷  | ۱۷+ | ۲۲     | صعود به یک‌هشتم نهایی |
| ۲    | الاهلی   | ۸ | ۷ | ۱ | ۰ | ۲۳ | ۸  | ۱۵+ | ۲۲     | صعود به یک‌هشتم نهایی |
| ۳    | النصر    | ۸ | ۵ | ۲ | ۱ | ۱۷ | ۶  | ۱۱+ | ۱۷     | صعود به یک‌هشتم نهایی |
| ۴    | السد     | ۸ | ۳ | ۳ | ۲ | ۱۰ | ۹  | ۱+  | ۱۲     | صعود به یک‌هشتم نهایی |
| ۵    | الوصل    | ۸ | ۳ | ۲ | ۳ | ۸  | ۱۲ | ۴–  | ۱۱     | صعود به یک‌هشتم نهایی |
| ۶    | استقلال  | ۸ | ۲ | ۳ | ۳ | ۸  | ۹  | ۱–  | ۹      | صعود به یک‌هشتم نهایی |
| ۷    | الریان   | ۸ | ۲ | ۲ | ۴ | ۸  | ۱۲ | ۴–  | ۸      | صعود به یک‌هشتم نهایی |
| ۸    | پاختاکور | ۸ | ۱ | ۴ | ۳ | ۴  | ۶  | ۲–  | ۷      | صعود به یک‌هشتم نهایی |
| ۹    | پرسپولیس | ۸ | ۱ | ۴ | ۳ | ۶  | ۱۰ | ۴–  | ۷      |                      |
| ۱۰   | الغرافه  | ۸ | ۲ | ۱ | ۵ | ۱۰ | ۱۸ | ۸–  | ۷      |                      |
| ۱۱   | الشرطه   | ۸ | ۱ | ۳ | ۴ | ۷  | ۱۷ | ۱۰– | ۶      |                      |
| ۱۲   | العین    | ۸ | ۰ | ۲ | ۶ | ۱۱ | ۲۲ | ۱۱– | ۲      |                      |

#### خلاصه نتایج
| تیم ۱    | نتیجه | تیم ۲    |
| -------- | ----- | -------- |
| العین    | ۱–۱   | السد     |
| الشرطه   | ۱–۱   | النصر    |
| استقلال  | ۳–۰   | الغرافه  |
| الاهلی   | ۱–۰   | پرسپولیس |
| پاختاکور | ۰–۱   | الوصل    |
| الریان   | ۱–۳   | الهلال   |

| تیم ۱    | نتیجه | تیم ۲    |
| -------- | ----- | -------- |
| السد     | ۲–۰   | استقلال  |
| پرسپولیس | ۱–۱   | پاختاکور |
| الوصل    | ۰–۲   | الاهلی   |
| النصر    | ۲–۱   | الریان   |
| الغرافه  | ۴–۲   | العین    |
| الهلال   | ۵–۰   | الشرطه   |

| تیم ۱   | نتیجه | تیم ۲    |
| ------- | ----- | -------- |
| الشرطه  | ۰–۰   | پاختاکور |
| السد    | ۱–۰   | پرسپولیس |
| العین   | ۴–۵   | الهلال   |
| الریان  | ۱–۲   | الاهلی   |
| استقلال | ۰–۱   | النصر    |
| الغرافه | ۱–۲   | الوصل    |

| تیم ۱    | نتیجه | تیم ۲   |
| -------- | ----- | ------- |
| الوصل    | ۱–۱   | السد    |
| الاهلی   | ۵–۱   | الشرطه  |
| پرسپولیس | ۱–۱   | الغرافه |
| الهلال   | ۳–۰   | استقلال |
| پاختاکور | ۱–۰   | الریان  |
| النصر    | ۵–۱   | العین   |

| تیم ۱   | نتیجه | تیم ۲    |
| ------- | ----- | -------- |
| العین   | ۱–۲   | الاهلی   |
| استقلال | ۰–۰   | پاختاکور |
| الغرافه | ۱–۳   | النصر    |
| الریان  | ۱–۱   | پرسپولیس |
| الشرطه  | ۱–۳   | الوصل    |
| السد    | ۱–۱   | الهلال   |

| تیم ۱    | نتیجه | تیم ۲   |
| -------- | ----- | ------- |
| پرسپولیس | ۲–۱   | الشرطه  |
| الاهلی   | ۲–۲   | استقلال |
| الوصل    | ۱–۱   | الریان  |
| النصر    | ۱–۲   | السد    |
| پاختاکور | ۱–۱   | العین   |
| الهلال   | ۳–۰   | الغرافه |

| تیم ۱   | نتیجه | تیم ۲    |
| ------- | ----- | -------- |
| العین   | ۱–۲   | الریان   |
| استقلال | ۱–۱   | الشرطه   |
| السد    | ۱–۳   | الاهلی   |
| النصر   | ۴–۰   | الوصل    |
| الغرافه | ۱–۰   | پاختاکور |
| الهلال  | ۴–۱   | پرسپولیس |

| تیم ۱    | نتیجه | تیم ۲   |
| -------- | ----- | ------- |
| پاختاکور | ۲–۱   | السد    |
| الشرطه   | ۲–۰   | العین   |
| پرسپولیس | ۰–۰   | النصر   |
| الاهلی   | ۴–۲   | الغرافه |
| الریان   | ۰–۲   | استقلال |
| الوصل    | ۰–۲   | الهلال  |

### مسابقات

#### هفته اول
| ۲۶ شهریور ۱۴۰۳        | العین           | ۱–۱ | السد       | هزاع بن زاید                           |
| ۱۹:۳۰ IRST (UTC+۳:۳۰) | م. پالاسیوس ۸۰' |     | عفیف ۴۵+۱' | تماشاگران: ۱۸,۹۲۶ داور: سدالله گلمرادی |

| ۲۶ شهریور ۱۴۰۳        | الشرطه          | ۱–۱ | النصر      | کربلا                                             |
| ۱۹:۳۰ IRST (UTC+۳:۳۰) | داوود یاسین ۲۴' |     | الغنام ۱۴' | ورزشگاه: کربلا تماشاگران: ۲۹,۲۷۰ داور: احمد العلی |

| ۲۶ شهریور ۱۴۰۳        | استقلال                                 | ۳–۰ | الغرافه | شهرقدس                                               |
| ۲۱:۳۰ IRST (UTC+۳:۳۰) | - ع. یوسف '۴ - رضائیان ۷۹' - رضاوند ۸۸' |     |         | ورزشگاه: شهدای شهرقدس تماشاگران: ۸,۵۷۲ داور: ما نینگ |

| ۲۶ شهریور ۱۴۰۳        | الاهلی                            | ۱–۰ | پرسپولیس                | جده                                                               |
| ۲۱:۳۰ IRST (UTC+۳:۳۰) | کسیه ۲' · العمار '۶+۴۵ · محرز '۵۹ |     | العملود '۲۴ امیری '۱+۴۵ | ورزشگاه: امیرعبدالله فیصل تماشاگران: ۱۵٬۱۷۰ نفر داور: ادهم مخادمه |

| ۲۷ شهریور ۱۴۰۳        | پاختاکور | ۰–۱ | الوصل       | تاشکند                                           |
| ۱۷:۳۰ IRST (UTC+۳:۳۰) |          |     | بوفتینی ۶۴' | ورزشگاه: جار تماشاگران: ۳,۷۵۰ داور: یوسوکه آراکی |

| ۲۷ شهریور ۱۴۰۳        | الریان    | ۱–۳ | الهلال                                            | الریان                                                      |
| ۱۹:۳۰ IRST (UTC+۳:۳۰) | گیدیس ۴۷' |     | - میلینکویچ-ساویچ ۱۵' - کانسلو ۴۲' - لئوناردو ۴۴' | ورزشگاه: احمد بن علی تماشاگران: ۲۳,۴۷۱ داور: کیم جونگ-هیئوک |

#### هفته دوم
| ۹ مهر ۱۴۰۳            | السد                          | ۲–۰ | استقلال | دوحه                                                       |
| ۱۹:۳۰ IRST (UTC+۳:۳۰) | - ح. حسینی '۴۰ - عفیف ۶۸' (پ) |     |         | ورزشگاه: جاسم بن حمد تماشاگران: ۶,۵۹۹ داور: کیم جونگ-هیئوک |

| ۹ مهر ۱۴۰۳            | پرسپولیس                  | ۱–۱ | پاختاکور                                               | شهرقدس                                                         |
| ۱۹:۳۰ IRST (UTC+۳:۳۰) | علیپور ۱' · خدابنده‌لو '۲۳ |     | جوروکوزیف '۳ · همدموف '۱+۴۵ · چران ۵۹' · هاشیموف '۵+۹۰ | ورزشگاه: شهدای شهرقدس تماشاگران: ۶٬۹۴۲ نفر داور: عبدالله جمالی |

| ۹ مهر ۱۴۰۳            | الوصل | ۰–۲ | الاهلی                 | دبی                                              |
| ۱۹:۳۰ IRST (UTC+۳:۳۰) |       |     | - محرز ۳' - ایبانز ۳۸' | ورزشگاه: زعبیل تماشاگران: ۵,۷۳۱ داور: کیم هی گون |

| ۹ مهر ۱۴۰۳            | النصر                         | ۲–۱ | الریان    | ریاض                                                         |
| ۲۱:۳۰ IRST (UTC+۳:۳۰) | - مانه ۴۵+۱' - ک. رونالدو ۷۶' |     | گیدیس ۸۷' | ورزشگاه: دانشگاه ملک سعود تماشاگران: ۱۴,۵۴۷ داور: شان ایوانز |

| ۱۰ مهر ۱۴۰۳           | الغرافه                                      | ۴–۲ | العین                      | الخور                                                 |
| ۲۱:۳۰ IRST (UTC+۳:۳۰) | - خوسلو ۴۵+۲'، ۴۸' - سانو ۵۴' - ابراهیمی ۷۶' |     | - کاکو ۵۶' (پ) - رحیمی ۶۶' | ورزشگاه: البیت تماشاگران: ۳,۸۷۸ داور: هیرویوکی کیمورا |

| ۱۰ مهر ۱۴۰۳           | الهلال                                                                           | ۵–۰ | الشرطه | ریاض                                                          |
| ۲۱:۳۰ IRST (UTC+۳:۳۰) | - لئوناردو ۱۱' - میتروویچ ۱۵' - س. الدوسری ۴۷' - ن. الدوسری ۷۳' - محمد کنو ۹۰+۵' |     |        | ورزشگاه: کینگدام آرنا تماشاگران: ۱۲,۴۳۴ داور: قاسم مطر الحتمی |

#### هفته سوم
| ۳۰ مهر ۱۴۰۳           | الشرطه | ۰–۰ | پاختاکور | کربلا          |
| ۱۹:۳۰ IRST (UTC+۳:۳۰) |        |     |          | ورزشگاه: کربلا |

| ۳۰ مهر ۱۴۰۳           | السد                                               | ۱–۰ | پرسپولیس | دوحه                                                         |
| ۱۹:۳۰ IRST (UTC+۳:۳۰) | سایس '۲۶ · اوریبه ۲+۴۵' · سلمان '۷۳ · عبدالطیف '۸۳ |     | ریگی '۵۴ | ورزشگاه: جاسم بن حمد تماشاگران: ۴٬۰۷۱ نفر داور: یوسوکه اراکی |

| ۳۰ مهر ۱۴۰۳           | العین                                      | ۴–۵ | الهلال                                                          | العین                 |
| ۱۹:۳۰ IRST (UTC+۳:۳۰) | - رحیمی ۳۹'، ۶۷'، ۹۰+۶' (پ) - سانابریا ۶۳' |     | - لودی ۲۶' - میلینکویچ-ساویچ ۴۵+۲' - س. الدوسری ۴۵+۵'، ۶۵'، ۷۵' | ورزشگاه: هزاع بن زاید |

| ۳۰ مهر ۱۴۰۳           | الریان      | ۱–۲ | الاهلی                    | الریان               |
| ۲۱:۳۰ IRST (UTC+۳:۳۰) | - الحمد '۶۵ |     | - ویگا ۱۶' - البریکان ۳۸' | ورزشگاه: احمد بن علی |

| ۱ آبان ۱۴۰۳           | استقلال | ۰–۱ | النصر        | دبی           |
| ۱۹:۳۰ IRST (UTC+۳:۳۰) |         |     | - لاپورت ۸۱' | ورزشگاه: راشد |

| ۱ آبان ۱۴۰۳           | الغرافه    | ۱–۲ | الوصل                    | الخور          |
| ۱۹:۳۰ IRST (UTC+۳:۳۰) | - ساسی ۴۴' |     | - لیما ۸۴' - ساکسس ۹۰+۲' | ورزشگاه: البیت |

#### هفته چهارم
| ۱۴ آبان ۱۴۰۳          | الوصل     | ۱–۱ | السد       | دبی            |
| ۱۷:۳۰ IRST (UTC+۳:۳۰) | - پرز ۲۹' |     | - سایس ۶۱' | ورزشگاه: زعبیل |

| ۱۴ آبان ۱۴۰۳          | الاهلی                                              | ۵–۱ | الشرطه     | جده                  |
| ۱۹:۳۰ IRST (UTC+۳:۳۰) | - فیرمینو ۱۴'، ۴۵+۵' - البریکان ۵۳' - محرز ۶۱'، ۶۵' |     | - جاسم ۲۹' | ورزشگاه: ملک عبدالله |

| ۱۴ آبان ۱۴۰۳          | پرسپولیس | ۱–۱ | الغرافه                   | دبی                                                             |
| ۱۹:۳۰ IRST (UTC+۳:۳۰) | فرجی ۵۳' |     | الجانحی ۵۶' · ترائوره '۶۳ | ورزشگاه: ورزشگاه آل مکتوم تماشاگران: ۳٬۹۴۱ نفر داور: کیم هی گون |

| ۱۴ آبان ۱۴۰۳          | الهلال                 | ۳–۰ | استقلال | ریاض                  |
| ۲۱:۳۰ IRST (UTC+۳:۳۰) | میتروویچ ۱۵'، ۳۳'، ۷۴' |     |         | ورزشگاه: کینگدام آرنا |

| ۱۵ آبان ۱۴۰۳          | پاختاکور | ۰–۱ | الریان      | تاشکند       |
| ۱۷:۳۰ IRST (UTC+۳:۳۰) |          |     | - شحاته ۵۱' | ورزشگاه: جار |

| ۱۵ آبان ۱۴۰۳          | النصر                                                         | ۵–۱ | العین      | ریاض                      |
| ۲۱:۳۰ IRST (UTC+۳:۳۰) | - تالیسکا ۵'، ۹۰+۴' - ک. رونالدو ۳۱' - کاردوزو '۳۷ - وسلی ۸۱' |     | - بنتو '۵۶ | ورزشگاه: دانشگاه ملک سعود |

#### هفته پنجم
| ۵ آذر ۱۴۰۳            | العین        | ۱–۲ | الاهلی          | العین                 |
| ۱۷:۳۰ IRST (UTC+۳:۳۰) | - کاکو ۹۰+۳' |     | - تونی ۷۰'، ۷۴' | ورزشگاه: هزاع بن زاید |

| ۵ آذر ۱۴۰۳            | استقلال | ۰–۰ | پاختاکور | دبی                   |
| ۱۹:۳۰ IRST (UTC+۳:۳۰) |         |     |          | ورزشگاه: ورزشگاه راشد |

| ۵ آذر ۱۴۰۳            | الغرافه     | ۱–۳ | النصر                           | الخور          |
| ۱۹:۳۰ IRST (UTC+۳:۳۰) | - خوسلو ۷۵' |     | - رونالدو ۴۶'، ۶۴' - گابریل ۵۸' | ورزشگاه: البیت |

| ۵ آذر ۱۴۰۳            | الریان                              | ۱–۱ | پرسپولیس             | الریان                                                  |
| ۲۱:۳۰ IRST (UTC+۳:۳۰) | گارسیا '۳۱ · بنچارکی ۵۸' · حاتم '۷۷ |     | فرجی ۱۷' · گندوز '۵۱ | ورزشگاه: احمد بن علی تماشاگران: ۵٬۱۳۶ نفر داور: فو مینگ |

| ۶ آذر ۱۴۰۳            | الشرطه     | ۱–۳ | الوصل                                         | کربلا          |
| ۱۹:۳۰ IRST (UTC+۳:۳۰) | - یوسف ۵۰' |     | - سانتوس ۱۴' - لیما ۶۴' (پ) - خیمنز ۹۰+۲' (پ) | ورزشگاه: کربلا |

| ۶ آذر ۱۴۰۳            | السد         | ۱–۱ | الهلال        | دوحه                 |
| ۱۹:۳۰ IRST (UTC+۳:۳۰) | - اتاویو ۷۱' |     | - البلیهی ۱۰' | ورزشگاه: جاسم بن حمد |

#### هفته ششم
| ۱۲ آذر ۱۴۰۳           | پرسپولیس                                           | ۲–۱              | الشرطه                              | دوحه                                                                 |
| ۱۷:۳۰ IRST (UTC+۳:۳۰) | امیری '۸۴ · اورونوف ۸۹' · گولسیانی ۱۳+۹۰' (پنالتی) | گزارش خلاصه بازی | مهند ۱۹' · سلمین '۸۲ · المواس '۸+۹۰ | ورزشگاه: ورزشگاه حمد بن خلیفه تماشاگران: ۵۳۰ نفر داور: کیم دائه یونگ |

| ۱۲ آذر ۱۴۰۳           | الاهلی                            | ۲–۲ | استقلال                | جده                            |
| ۱۹:۳۰ IRST (UTC+۳:۳۰) | تونی ۴۵+۸' (پنالتی)، ۸۶' (پنالتی) |     | سیلوا ۴۲' · اسلامی ۵۱' | ورزشگاه: شهر ورزشی ملک عبدالله |

| ۱۲ آذر ۱۴۰۳           | الوصل    | ۱–۱ | الریان      | دبی            |
| ۱۹:۳۰ IRST (UTC+۳:۳۰) | کایو ۷۷' |     | العزیزی '۸۵ | ورزشگاه: زعبیل |

| ۱۲ آذر ۱۴۰۳           | النصر    | ۱–۲ | السد                         | ریاض                      |
| ۲۱:۳۰ IRST (UTC+۳:۳۰) | سایس '۸۰ |     | - عفیف ۵۳' - اوناس ۹۰+۹' (پ) | ورزشگاه: دانشگاه ملک سعود |

| ۱۳ آذر ۱۴۰۳           | پاختاکور       | ۱–۱ | العین       | تاشکند       |
| ۱۷:۳۰ IRST (UTC+۳:۳۰) | - جوراکوزیف ۶' |     | - رحیمی ۴۹' | ورزشگاه: جار |

| ۱۳ آذر ۱۴۰۳           | الهلال                                              | ۳–۰ | الغرافه | ریاض                  |
| ۲۱:۳۰ IRST (UTC+۳:۳۰) | - لئوناردو ۱۸' - میتروویچ ۸۲' - میلینکویچ-ساویچ ۸۵' |     |         | ورزشگاه: کینگدام آرنا |

#### هفته هفتم
| ۱۵ بهمن ۱۴۰۳          | العین    | ۱–۲ | الریان                  | العین                 |
| ۱۷:۳۰ IRST (UTC+۳:۳۰) | کاکو ۴۲' |     | - ترزگه ۵۰' - گیدیس ۷۵' | ورزشگاه: هزاع بن زاید |

| ۱۵ بهمن ۱۴۰۳          | استقلال | ۱–۱ | الشرطه   | تهران          |
| ۱۹:۳۰ IRST (UTC+۳:۳۰) | کوجو ۴' |     | امین ۴۹' | ورزشگاه: آزادی |

| ۱۵ بهمن ۱۴۰۳          | السد    | ۱–۳ | الاهلی                                | دوحه                 |
| ۱۹:۳۰ IRST (UTC+۳:۳۰) | عفیف ۱' |     | - فیرمینو ۱۰' - ایبانز ۳۹' - محرز ۸۱' | ورزشگاه: جاسم بن حمد |

| ۱۵ بهمن ۱۴۰۳          | النصر                                           | ۴–۰ | الوصل | ریاض                      |
| ۲۱:۳۰ IRST (UTC+۳:۳۰) | - الحسن ۲۵' - رونالدو ۴۴' (پ)، ۷۸' - الفتیل ۸۸' |     |       | ورزشگاه: دانشگاه ملک سعود |

| ۱۶ بهمن ۱۴۰۳          | الغرافه  | ۱–۰ | پاختاکور | الخور          |
| ۱۹:۳۰ IRST (UTC+۳:۳۰) | ساسی ۴۰' |     |          | ورزشگاه: البیت |

| ۱۶ بهمن ۱۴۰۳          | الهلال                                            | ۴–۱ | پرسپولیس         | ریاض                  |
| ۲۱:۳۰ IRST (UTC+۳:۳۰) | - مالکوم ۱۰' - کانسلو ۲۵' - س. الدوسری ۳۸'، ۴۵+۱' |     | گولسیانی ۹۰' (پ) | ورزشگاه: کینگدام آرنا |

#### هفته هشتم
| ۲۹ بهمن ۱۴۰۳          | پاختاکور         | ۲–۱ | السد            | تاشکند       |
| ۱۷:۳۰ IRST (UTC+۳:۳۰) | ریاسکوس ۱۸'، ۵۶' |     | الهیدوس ۳۷' (پ) | ورزشگاه: جار |

| ۲۹ بهمن ۱۴۰۳          | الشرطه                     | ۲–۰ | العین | کربلا           |
| ۱۹:۳۰ IRST (UTC+۳:۳۰) | - المواس ۵۰' - لوکاس ۹۰+۴' |     |       | ورزشگاه: الزورا |

| ۲۹ بهمن ۱۴۰۳          | پرسپولیس | ۰–۰ | النصر | تهران          |
| ۱۹:۳۰ IRST (UTC+۳:۳۰) |          |     |       | ورزشگاه: آزادی |

| ۲۹ بهمن ۱۴۰۳          | الاهلی                                              | ۴–۲ | الغرافه                           | جده                            |
| ۲۱:۳۰ IRST (UTC+۳:۳۰) | - تونی ۲۱' - فیرمینو ۳۴' - گالنو ۴۴' - محرز ۵۹' (پ) |     | - خوسلو ۶' (پ) - ابراهیمی ۸۰' (پ) | ورزشگاه: شهر ورزشی ملک عبدالله |

| ۳۰ بهمن ۱۴۰۳          | الریان | ۰–۲ | استقلال                 | الریان               |
| ۱۹:۳۰ IRST (UTC+۳:۳۰) |        |     | - آزادی ۴۶' - کوشکی ۶۹' | ورزشگاه: احمد بن علی |

| ۳۰ بهمن ۱۴۰۳          | الوصل | ۰–۲ | الهلال                          | دبی            |
| ۱۹:۳۰ IRST (UTC+۳:۳۰) |       |     | - لئوناردو ۱۳' - س. الدوسری ۴۹' | ورزشگاه: زعبیل |

### منطقه شرق
| رتبه | باشگاه              | ب | پ | م | ش | گ‌ز | گ‌خ | ت‌گ  | امتیاز | صلاحیت               |
| ---- | ------------------- | - | - | - | - | -- | -- | --- | ------ | -------------------- |
| ۱    | یوکوهاما مارینوس    | ۷ | ۶ | ۰ | ۱ | ۲۱ | ۷  | ۱۴+ | ۱۸     | صعود به یک‌هشتم نهایی |
| ۲    | کاوازاکی فرونتال    | ۷ | ۵ | ۰ | ۲ | ۱۳ | ۴  | ۹+  | ۱۵     | صعود به یک‌هشتم نهایی |
| ۳    | جوهر دارالتعظیم     | ۷ | ۴ | ۲ | ۱ | ۱۶ | ۸  | ۸+  | ۱۴     | صعود به یک‌هشتم نهایی |
| ۴    | گوانگجو             | ۷ | ۴ | ۲ | ۱ | ۱۵ | ۹  | ۶+  | ۱۴     | صعود به یک‌هشتم نهایی |
| ۵    | ویسل کوبه           | ۷ | ۴ | ۱ | ۲ | ۱۴ | ۹  | ۵+  | ۱۳     | صعود به یک‌هشتم نهایی |
| ۶    | بوریرام یونایتد     | ۸ | ۳ | ۳ | ۲ | ۷  | ۱۲ | ۵–  | ۱۲     | صعود به یک‌هشتم نهایی |
| ۷    | شانگهای شنهوا       | ۸ | ۳ | ۱ | ۴ | ۱۳ | ۱۲ | ۱+  | ۱۰     | صعود به یک‌هشتم نهایی |
| ۸    | شانگهای پورت        | ۸ | ۲ | ۲ | ۴ | ۱۰ | ۱۸ | ۸–  | ۸      | صعود به یک‌هشتم نهایی |
| ۹    | پوهانگ استیلرز      | ۷ | ۲ | ۰ | ۵ | ۹  | ۱۷ | ۸–  | ۶      |                      |
| ۱۰   | اولسان اچ‌دی         | ۷ | ۱ | ۰ | ۶ | ۴  | ۱۶ | ۱۲– | ۳      |                      |
| ۱۱   | سنترال کوست مارینرز | ۷ | ۰ | ۱ | ۶ | ۸  | ۱۸ | ۱۰– | ۱      |                      |
| ۱۲   | شاندونگ تایشان      | ۰ | ۰ | ۰ | ۰ | ۰  | ۰  | ۰   | ۰      | انصراف               |

1. ↑  شاندونگ تایشان پس از اینکه باشگاه تایید کرد که قصد ندارد برای بازی مرحله لیگ خود مقابل اولسان اچ‌دی در ۱۹ فوریه ۲۰۲۵ حضور بیابد، از رقابت‌های لیگ نخبگان آسیا کنار رفت.

#### خلاصه نتایج
| تیم ۱           | نتیجه | تیم ۲               |
| --------------- | ----- | ------------------- |
| گوانگجو         | ۷–۳   | یوکوهاما مارینوس    |
| شاندونگ تایشان  | ۳–۱   | سنترال کوست مارینرز |
| بوریرام یونایتد | ۰–۰   | ویسل کوبه           |
| شانگهای شنهوا   | ۴–۱   | پوهانگ استیلرز      |
| اولسان اچ‌دی     | ۰–۱   | کاوازاکی فرونتال    |
| شانگهای پورت    | ۲–۲   | جوهر دارالتعظیم     |

| تیم ۱               | نتیجه | تیم ۲           |
| ------------------- | ----- | --------------- |
| سنترال کوست مارینرز | ۱–۲   | بوریرام یونایتد |
| کاوازاکی فرونتال    | ۰–۱   | گوانگجو         |
| پوهانگ استیلرز      | ۳–۰   | شانگهای پورت    |
| جوهر دارالتعظیم     | ۳–۰   | شانگهای شنهوا   |
| ویسل کوبه           | ۲–۱   | شاندونگ تایشان  |
| یوکوهاما مارینوس    | ۴–۰   | اولسان اچ‌دی     |

| تیم ۱           | نتیجه | تیم ۲               |
| --------------- | ----- | ------------------- |
| گوانگجو         | ۳–۱   | جوهر دارالتعظیم     |
| شانگهای پورت    | ۳–۲   | سنترال کوست مارینرز |
| شاندونگ تایشان  | ۲–۲   | یوکوهاما مارینوس    |
| بوریرام یونایتد | ۱–۰   | پوهانگ استیلرز      |
| اولسان اچ‌دی     | ۰–۲   | ویسل کوبه           |
| شانگهای شنهوا   | ۲–۰   | کاوازاکی فرونتال    |

| تیم ۱               | نتیجه | تیم ۲           |
| ------------------- | ----- | --------------- |
| سنترال کوست مارینرز | ۲–۲   | شانگهای شنهوا   |
| کاوازاکی فرونتال    | ۳–۱   | شانگهای پورت    |
| ویسل کوبه           | ۲–۰   | گوانگجو         |
| جوهر دارالتعظیم     | ۳–۰   | اولسان اچ‌دی     |
| پوهانگ استیلرز      | ۴–۲   | شاندونگ تایشان  |
| یوکوهاما مارینوس    | ۵–۰   | بوریرام یونایتد |

| تیم ۱            | نتیجه | تیم ۲               |
| ---------------- | ----- | ------------------- |
| ویسل کوبه        | ۳–۲   | سنترال کوست مارینرز |
| اولسان اچ‌دی      | ۱–۳   | شانگهای پورت        |
| شاندونگ تایشان   | ۱–۰   | جوهر دارالتعظیم     |
| بوریرام یونایتد  | ۰–۳   | کاوازاکی فرونتال    |
| گوانگجو          | ۱–۰   | شانگهای شنهوا       |
| یوکوهاما مارینوس | ۲–۰   | پوهانگ استیلرز      |

| تیم ۱               | نتیجه | تیم ۲            |
| ------------------- | ----- | ---------------- |
| سنترال کوست مارینرز | ۰–۴   | یوکوهاما مارینوس |
| پوهانگ استیلرز      | ۳–۱   | ویسل کوبه        |
| جوهر دارالتعظیم     | ۰–۰   | بوریرام یونایتد  |
| شانگهای پورت        | ۱–۱   | گوانگجو          |
| کاوازاکی فرونتال    | ۴–۰   | شاندونگ تایشان   |
| شانگهای شنهوا       | ۱–۲   | اولسان اچ‌دی      |

| تیم ۱               | نتیجه | تیم ۲            |
| ------------------- | ----- | ---------------- |
| سنترال کوست مارینرز | ۱–۲   | جوهر دارالتعظیم  |
| ویسل کوبه           | ۴–۰   | شانگهای پورت     |
| پوهانگ استیلرز      | ۰–۴   | کاوازاکی فرونتال |
| شاندونگ تایشان      | ۳–۱   | گوانگجو          |
| یوکوهاما مارینوس    | ۱–۰   | شانگهای شنهوا    |
| بوریرام یونایتد     | ۲–۱   | اولسان اچ‌دی      |

| تیم ۱            | نتیجه | تیم ۲               |
| ---------------- | ----- | ------------------- |
| گوانگجو          | ۲–۲   | بوریرام یونایتد     |
| کاوازاکی فرونتال | ۲–۰   | سنترال کوست مارینرز |
| شانگهای شنهوا    | ۴–۲   | ویسل کوبه           |
| جوهر دارالتعظیم  | ۵–۲   | پوهانگ استیلرز      |
| اولسان اچ‌دی      | ۱ اس  | شاندونگ تایشان      |
| شانگهای پورت     | ۰–۲   | یوکوهاما مارینوس    |

### مسابقات

#### هفته اول
| ۲۷ شهریور ۱۴۰۳ | گوانگجو                                                                                   | ۷–۳ | یوکوهاما مارینوس               | گوانگجو                   |
|                | - آسانی ۲'، ۵۵'، ۹۰+۲' - اوه هو-سئونگ ۱۵' - میکلتادزی ۶۹' - لی هئوی-کیون ۷۲' - گابریل ۷۵' |     | - البر ۳۴'، ۵۹' - نیشیمورا ۸۵' | ورزشگاه: جام‌جهانی گوانگجو |

| ۲۷ شهریور ۱۴۰۳ | شاندونگ تایشان                     | باطل شد (۳–۱) | سنترال کوست مارینرز | جینان                              |
|                | - جینهائو ۷' - قازایشویلی ۷۴'، ۸۸' |               | - دوکا ۴۵+۹'        | ورزشگاه: مجموعه ورزشی المپیک جینان |

| ۲۷ شهریور ۱۴۰۳ | بوریرام یونایتد | ۰–۰ | ویسل کوبه | بوریرام            |
|                |                 |     |           | ورزشگاه: چانگ آرنا |

| ۲۷ شهریور ۱۴۰۳ | شانگهای شنهوا                              | ۳–۱ | پوهانگ استیلرز | شانگهای          |
|                | - لوئیس ۶۴' - مالیلی ۷۱'، ۸۲' - تیان‌یی ۸۴' |     | - لوئیز ۵۳'    | ورزشگاه: شانگهای |

| ۲۸ شهریور ۱۴۰۳ | اولسان اچ‌دی | ۰–۱ | کاوازاکی فرونتال | اولسان                |
|                |             |     | - مارسینیو ۵۴'   | ورزشگاه: اولسان مونسو |

| ۲۸ شهریور ۱۴۰۳ | شانگهای پورت            | ۲–۲ | جوهر دارالتعظیم      | شانگهای         |
|                | - گوستاوو ۴۸' - پاپ ۷۳' |     | - عارف ایمن ۴۵'، ۵۶' | ورزشگاه: پودانگ |

#### هفته دوم
| ۱۰ مهر ۱۴۰۳ | سنترال کوست مارینرز | ۱–۲ | بوریرام یونایتد        | گاسفورد             |
|             | - مائوراگیس ۹۰+۵'   |     | - بیسولی ۳۰' - گود ۵۰' | ورزشگاه: سنترال کست |

| ۱۰ مهر ۱۴۰۳ | کاوازاکی فرونتال | ۰–۱ | گوانگجو | کاوازاکی                   |
|             | - آسانی ۲۱' (پ)  |     |         | ورزشگاه: کاوازاکی تودوروکی |

| ۱۰ مهر ۱۴۰۳ | پوهانگ استیلرز                            | ۳–۰ | شانگهای پورت | پوهانگ                     |
|             | - وندرسون ۵۲' - یون-سانگ ۶۵' - چان-هی ۷۱' |     |              | ورزشگاه: پوهانگ استیل یارد |

| ۱۰ مهر ۱۴۰۳ | جوهر دارالتعظیم                              | ۳–۰ | شانگهای شنهوا | جوهر بهرو              |
|             | - \|عارف ایمن ۱۱' - اوبریگان ۲۶' - مونیز ۸۰' |     |               | ورزشگاه: سلطان ابراهیم |

| ۱۱ مهر ۱۴۰۳ | ویسل کوبه                  | باطل شد (۲–۱) | شاندونگ تایشان | کوبه                          |
|             | - مییاشیرو ۱۴' - ساکای ۵۱' |               | - کرایزان ۲۸'  | ورزشگاه: میساکی پارک شهر کوبه |

| ۱۱ مهر ۱۴۰۳ | یوکوهاما مارینوس                                             | ۴–۰ | اولسان اچ‌دی | یوکوهاما          |
|             | - واتانابه ۴' (پ) - نیشیمورا ۴۴' - لوپز ۸۳' - میزونوما ۹۰+۲' |     |             | ورزشگاه: یوکوهاما |

#### هفته سوم
| ۱ آبان ۱۴۰۳ | گوانگجو                        | ۳–۱ | جوهر دارالتعظیم | یونگین                |
|             | - آسانی ۳'، ۶' - جون-هئونگ '۸۸ |     | - بهارالدین ۲۸' | ورزشگاه: یونگین میرئو |

| ۱ آبان ۱۴۰۳ | شانگهای پورت                   | ۳–۲ | سنترال کوست مارینرز       | شانگهای         |
|             | - آنگ ۲' - لی ۴۱' - وارگاس ۸۶' |     | - دوکا ۶۱' - دوارته ۹۰+۴' | ورزشگاه: پودانگ |

| ۱ آبان ۱۴۰۳ | شاندونگ تایشان                | باطل شد (۲–۲) | یوکوهاما مارینوس       | جینان                              |
|             | - کرایزان ۴۳' - ژنگ ژنگ ۹۰+۲' |               | - لوپز ۵۴' - متئوس ۸۷' | ورزشگاه: مجموعه ورزشی المپیک جینان |

| ۱ آبان ۱۴۰۳ | بوریرام یونایتد | ۱–۰ | پوهانگ استیلرز | بوریرام            |
|             | - بیسولی ۵۶'    |     |                | ورزشگاه: چانگ آرنا |

| ۲ آبان ۱۴۰۳ | اولسان اچ‌دی | ۰–۲ | ویسل کوبه           | اولسان          |
|             |             |     | - مییاشیرو ۴۸'، ۷۳' | ورزشگاه: اولسان |

| ۲ آبان ۱۴۰۳ | شانگهای شنهوا               | ۲–۰ | کاوازاکی فرونتال | شانگهای          |
|             | - هایجیان ۲۴' - لوئیس ۹۰+۳' |     |                  | ورزشگاه: شانگهای |

#### هفته چهارم
| ۱۵ آبان ۱۴۰۳ | سنترال کوست مارینرز       | ۲–۲ | شانگهای شنهوا             | گاسفورد             |
|              | - نگور ۷۵' - برندمن ۹۰+۵' |     | - لوئیس ۵۰' - هانچائو ۶۴' | ورزشگاه: سنترال کست |

| ۱۵ آبان ۱۴۰۳ | کاوازاکی فرونتال                           | ۳–۱ | شانگهای پورت | کاوازاکی                   |
|              | - ایناگا ۱۲' - سگاوا ۱۳' - فن ورمسکرکن ۳۳' |     | - وارگاس ۸۳' | ورزشگاه: کاوازاکی تودوروکی |

| ۱۵ آبان ۱۴۰۳ | ویسل کوبه                     | ۲–۰ | گوانگجو | کوبه                          |
|              | - مییاشیرو ۴۵+۳' - ساساکی ۵۴' |     |         | ورزشگاه: میساکی پارک شهر کوبه |

| ۱۵ آبان ۱۴۰۳ | جوهر دارالتعظیم                    | ۳–۰ | اولسان اچ‌دی | جوهر بهرو              |
|              | - ایمن ۸' - ارباس ۶۷' - برگسون ۸۸' |     |             | ورزشگاه: سلطان ابراهیم |

| ۱۶ آبان ۱۴۰۳ | پوهانگ استیلرز                                        | باطل شد (۴–۲) | شاندونگ تایشان              | پوهانگ                     |
|              | - جائه-هی ۳۰' - لوئیز ۶۴' - وندرسون ۶۸' - اوبردان ۷۶' |               | - چن پو ۳۳' - جینهائو ۹۰+۴' | ورزشگاه: پوهانگ استیل یارد |

| ۱۶ آبان ۱۴۰۳ | یوکوهاما مارینوس                                          | ۵–۰ | بوریرام یونایتد | یوکوهاما          |
|              | - اینوئه ۱۱' - لوپز ۴۵+۱' (پ) - اتریج '۴۵+۳ - اوئناکا ۶۶' |     |                 | ورزشگاه: یوکوهاما |

#### هفته پنجم
| ۶ آذر ۱۴۰۳ | ویسل کوبه                          | ۳–۲ | سنترال کوست مارینرز         | کوبه                          |
|            | - کیکوچی ۴۰' - رو '۴۹ - ساساکی ۸۱' |     | - یاماگوچی '۵۴ - برندمن ۷۴' | ورزشگاه: میساکی پارک شهر کوبه |

| ۶ آذر ۱۴۰۳ | اولسان اچ‌دی      | ۱–۳ | شانگهای پورت           | اولسان          |
|            | - جو مین-کیو ۷۳' |     | - وارگاس ۱۱'، ۲۳'، ۸۳' | ورزشگاه: اولسان |

| ۶ آذر ۱۴۰۳ | شاندونگ تایشان | باطل شد (۱–۰) | جوهر دارالتعظیم | جینان                              |
|            | - زکا ۶۸'      |               |                 | ورزشگاه: مجموعه ورزشی المپیک جینان |

| ۶ آذر ۱۴۰۳ | بوریرام یونایتد | ۰–۳ | کاوازاکی فرونتال                       | بوریرام            |
|            |                 |     | - میورا ۷۹' - تونو ۹۰+۴' - کاندا ۹۰+۷' | ورزشگاه: چانگ آرنا |

| ۷ آذر ۱۴۰۳ | گوانگجو   | ۱–۰ | شانگهای شنهوا | گوانگجو                   |
|            | آسانی ۵۸' |     |               | ورزشگاه: جام‌جهانی گوانگجو |

| ۷ آذر ۱۴۰۳ | یوکوهاما مارینوس         | ۲–۰ | پوهانگ استیلرز | یوکوهاما          |
|            | - متئوس ۴۱' - لوپز ۹۰+۵' |     |                | ورزشگاه: یوکوهاما |

#### هفته ششم
| ۱۳ آذر ۱۴۰۳ | سنترال کوست مارینرز | ۰–۴ | یوکوهاما مارینوس                        | گاسفورد             |
|             |                     |     | - اینوئه ۶'، ۳۰' - لوپز ۳۶' - آمانو ۷۰' | ورزشگاه: سنترال کست |

| ۱۳ آذر ۱۴۰۳ | پوهانگ استیلرز                                            | ۳–۱ | ویسل کوبه    | پوهانگ                     |
|             | - هان چان-هی ۱۳' - کیم این-سونگ ۲۰' - جئونگ جائه-هی ۹۰+۱' |     | - ساساکی ۳۴' | ورزشگاه: پوهانگ استیل یارد |

| ۱۳ آذر ۱۴۰۳ | جوهر دارالتعظیم | ۰–۰ | بوریرام یونایتد | جوهر بهرو              |
|             |                 |     |                 | ورزشگاه: سلطان ابراهیم |

| ۱۳ آذر ۱۴۰۳ | شانگهای پورت  | ۱–۱ | گوانگجو     | شانگهای         |
|             | اسکار ۷۶' (پ) |     | هئو یول ۳۸' | ورزشگاه: پودانگ |

| ۱۴ آذر ۱۴۰۳ | کاوازاکی فرونتال                                     | باطل شد (۴–۰) | شاندونگ تایشان | کاوازاکی                   |
|             | - مارسینیو ۳' - یاماموتو ۴۳' - جسیل ۶۵' - یامادا ۹۰' |               |                | ورزشگاه: کاوازاکی تودوروکی |

| ۱۴ آذر ۱۴۰۳ | شانگهای شنهوا     | ۱–۲ | اولسان اچ‌دی                        | شانگهای          |
|             | - آندره لوئیس ۲۳' |     | - کاریلو ۵۸' (پ) - کانگ مین-وو ۶۶' | ورزشگاه: شانگهای |

#### هفته هفتم
| ۱۶ بهمن ۱۴۰۳ | سنترال کوست مارینرز | ۱–۲ | جوهر دارالتعظیم | سنترال کست          |
|              | کوئول ۷۰'           |     | الوارو ۶۴'، ۷۹' | ورزشگاه: سنترال کست |

| ۱۶ بهمن ۱۴۰۳ | ویسل کوبه                                           | ۴–۰ | شانگهای پورت | کوبه                          |
|              | - موتو ۱۱' - کوواساکی ۵۴' - یوروکی ۵۶' - اوساکو ۸۱' |     |              | ورزشگاه: میساکی پارک شهر کوبه |

| ۱۶ بهمن ۱۴۰۳ | پوهانگ استیلرز                                          | ۰–۴ | کاوازاکی فرونتال | پوهانگ                     |
|              | - یامادا ۳۸' - واکیزاکا ۷۱' - کاواهارا ۷۴' - اریسون ۸۸' |     |                  | ورزشگاه: پوهانگ استیل یارد |

| ۱۶ بهمن ۱۴۰۳ | شاندونگ تایشان                             | باطل شد (۳–۱) | گوانگجو         | جینان                              |
|              | - قازایشویلی ۱۶' - زکا ۳۳' - کرایزان ۴۵+۱' |               | - لی مین-کی ۳۵' | ورزشگاه: مجموعه ورزشی المپیک جینان |

| ۱۷ بهمن ۱۴۰۳ | یوکوهاما مارینوس | ۱–۰ | شانگهای شنهوا | یوکوهاما          |
|              | متئوس ۲۰'        |     |               | ورزشگاه: یوکوهاما |

| ۱۷ بهمن ۱۴۰۳ | بوریرام یونایتد              | ۲–۱ | اولسان اچ‌دی        | بوریرام            |
|              | - بیسولی ۲۰' - موئانتا ۹۰+۳' |     | جانگ سی-یانگ ۴۵+۱' | ورزشگاه: چانگ آرنا |

#### هفته هشتم
| ۳۰ بهمن ۱۴۰۳ | گوانگجو                 | ۲–۲ | بوریرام یونایتد           | یونگین                |
|              | - اوه هو-سئونگ ۶۸'، ۷۴' |     | - بیسولی ۱۳' - بواکیه ۳۵' | ورزشگاه: یونگین میرئو |

| ۳۰ بهمن ۱۴۰۳ | کاوازاکی فرونتال                  | ۲–۰ | سنترال کوست مارینرز | کاوازاکی                   |
|              | - اریسون ۳۶' (پ) - مارسینیو ۹۰+۸' |     |                     | ورزشگاه: کاوازاکی تودوروکی |

| ۳۰ بهمن ۱۴۰۳ | شانگهای شنهوا                         | ۴–۲ | ویسل کوبه                   | شانگهای          |
|              | - سائولو ۲'، ۴۸'، ۷۰' (پ) - چان ۴۵+۳' |     | - تومیناگا ۸۷' - ایده ۹۰+۳' | ورزشگاه: شانگهای |

| ۳۰ بهمن ۱۴۰۳ | جوهر دارالتعظیم                                                           | ۵–۲ | پوهانگ استیلرز                       | جوهر بهرو              |
|              | - ارباس ۳۷' - برگسون ۵۲' - عارف ایمن ۵۶' - خسه ۹۰+۷' - اوبرگون ۹۰+۱۵' (پ) |     | - لی هو-جائه ۲۷' - کانگ هیئون-جی ۸۰' | ورزشگاه: سلطان ابراهیم |

| ۱ اسفند ۱۴۰۳ | اولسان اچ‌دی | لغو شد | شاندونگ تایشان | اولسان          |
|              |             |        |                | ورزشگاه: اولسان |

| ۱ اسفند ۱۴۰۳ | شانگهای پورت | ۰–۲ | یوکوهاما مارینوس          | شانگهای         |
|              |              |     | - اوئناکا ۶۴' - آمانو ۶۹' | ورزشگاه: پودانگ |

## نکات
1. الشرطه بازی‌های خانگی خود را به جای ورزشگاه خانگی خود، ورزشگاه الشعب در بغداد، در ورزشگاه بین‌المللی کربلا در کربلا انجام داد.
2. پاختاکور بازی‌های خانگی خود را به جای ورزشگاه خانگی خود، ورزشگاه مرکزی پاختاکور در تاشکند، در ورزشگاه جار در تاشکند انجام داد.
3. الغرافه بازی‌های خانگی خود را به جای ورزشگاه خانگی خود، ورزشگاه ثانی بن جاسم در الریان، در ورزشگاه البیت در الخور انجام داد.
4. باشگاه‌های ایرانی به دلیل نگرانی‌های امنیتی مربوط به حمله اکتبر ۲۰۲۴ اسرائیل به ایران، ملزم به برگزاری بازی‌های خانگی خود در مکان‌های بی‌طرف هستند.
5. گوانگجو بازی‌های خانگی خود را به جای ورزشگاه خانگی خود، ورزشگاه جام‌جهانی گوانگجو یا ورزشگاه فوتبال گوانگجو در گوانگجو، در ورزشگاه یونگین میرئو در یونگین انجام داد.
6. اولسان اچ‌دی بازی‌های خانگی خود را به جای ورزشگاه خانگی خود، ورزشگاه فوتبال اولسان مونسو در اولسان، در ورزشگاه اولسان در اولسان انجام داد.